# Lista de episódios de Criminal Minds
Criminal Minds é uma série de procedimento policial que estreou na CBS em 22 de setembro de 2005. A série segue uma equipe de perfis da Unidade de Análise Comportamental do FBI (BAU) com sede em Quantico, na Virgínia. O BAU faz parte do Centro Nacional do FBI para a Análise de Crimes Violentos. O show difere de muitos dramas processuais, concentrando-se no perfil do criminoso, chamado de suspeito ou "sujeito desconhecido", em vez do crime em si. A série segue os agentes especiais Dr. Spencer Reid, Jennifer "JJ" Jareau, Penelope Garcia, Emily Prentiss, David Rossi, Dra. Tara Lewis, Luke Alvez e Matt Simmons enquanto tentam traçar o perfil do suspeito. Outros ex-personagens são Elle Greenaway, Jason Gideon, Jordan Todd, Ashley Seaver, Dr. Alex Blake, Kate Callahan, Derek Morgan, Aaron Hotchner e Stephen Walker.
Em 10 de janeiro de 2019, a CBS renovou a série para uma décima quinta e última temporada composta por 10 episódios, que foi realizada no meio da temporada. A temporada finalmente estreou em 8 de janeiro de 2020. Durante o curso da série, 324 episódios de Criminal Minds foram ao ar, entre 22 de setembro de 2005 e 19 de fevereiro de 2020.

## Visão geral da série
| Temporada | Temporada | Episódios | Exibição Original      | Exibição Original       |
| Temporada | Temporada | Episódios | Estreia                | Fim                     |
| --------- | --------- | --------- | ---------------------- | ----------------------- |
|           | 1         | 22        | 22 de setembro de 2005 | 10 de maio de 2006      |
|           | 2         | 23        | 20 de setembro de 2006 | 15 de Maio de 2007      |
|           | 3         | 20        | 26 de setembro de 2007 | 21 de Maio de 2008      |
|           | 4         | 26        | 24 de setembro de 2008 | 20 de Maio de 2009      |
|           | 5         | 23        | 23 de setembro de 2009 | 26 de Maio de 2010      |
|           | 6         | 24        | 22 de setembro de 2010 | 18 de Maio de 2011      |
|           | 7         | 24        | 21 de setembro de 2011 | 16 de Maio de 2012      |
|           | 8         | 24        | 26 de setembro de 2012 | 22 de Maio de 2013      |
|           | 9         | 24        | 25 de setembro de 2013 | 14 de Maio de 2014      |
|           | 10        | 23        | 1 de outubro de 2014   | 6 de Maio de 2015       |
|           | 11        | 22        | 30 de setembro de 2015 | 4 de Maio de 2016       |
|           | 12        | 22        | 28 de setembro de 2016 | 10 de Maio de 2017      |
|           | 13        | 22        | 27 de setembro de 2017 | 18 de abril de 2018     |
|           | 14        | 15        | 3 de outubro de 2018   | 6 de fevereiro de 2019  |
|           | 15        | 10        | 8 de janeiro de 2020   | 19 de fevereiro de 2020 |
|           | 16        | 10        | 24 de novembro de 2022 | 9 de fevereiro de 2023  |
|           | 17        |           | 2024                   |                         |

## Episódios

### 1ª temporada: 2005–2006
| Seq. | Episódios | Título                           | Direção              | Escrito por                    | Data de exibição       | Audiência EUA (em milhões) |
| ---- | --------- | -------------------------------- | -------------------- | ------------------------------ | ---------------------- | -------------------------- |
| 1    | 1         | "Agressor Extremo"               | Richard Shepard      | Jeff Davis                     | 22 de setembro de 2005 | 19,57                      |
| 2    | 2         | "Compulsão"                      | Charles Haid         | Jeff Davis                     | 28 de setembro de 2005 | 10,57                      |
| 3    | 3         | "Não vou ser enganado novamente" | Kevin Bray           | Aaron Zelman                   | 5 de outubro de 2005   | 11,98                      |
| 4    | 4         | "À vista"                        | Matt Earl Beesley    | Edward Allen Bernero           | 12 de outubro de 2005  | 13,76                      |
| 5    | 5         | "Espelho quebrado"               | Guy Norman Bee       | Judith McCreary                | 19 de outubro de 2005  | 12,79                      |
| 6    | 6         | "LDSK"                           | Ernest Dickerson     | André Wilder                   | 2 de novembro de 2005  | 16,22                      |
| 7    | 7         | "A Raposa"                       | Guy Norman Bee       | Simon Mirren                   | 9 de novembro de 2005  | 15.09                      |
| 8    | 8         | "Matador nato"                   | Peter Ellis          | Debra J. Fisher & Erica Messer | 16 de novembro de 2005 | 14,36                      |
| 9    | 9         | "Descarrilado"                   | Félix Alcalá         | Jeff Davis                     | 23 de novembro de 2005 | 12,83                      |
| 10   | 10        | "As Crianças Populares"          | Andy Wolk            | Edward Allen Bernero           | 30 de novembro de 2005 | 15,56                      |
| 11   | 11        | "Com fome de sangue"             | Charles Haid         | Ed Napier                      | 14 de dezembro de 2005 | 15,23                      |
| 12   | 12        | "Que inferno fresco?"            | Adam Davidson        | Judith McCreary                | 11 de janeiro de 2006  | 15,92                      |
| 13   | 13        | "Poção"                          | Thomas J. Wright     | Aaron Zelman                   | 18 de janeiro de 2006  | 14,65                      |
| 14   | 14        | "Cavalgando o Relâmpago"         | Chris Long           | Simon Mirren                   | 25 de janeiro de 2006  | 14.10                      |
| 15   | 15        | "Negócios Inacabados"            | J. Miller Tobin      | Debra J. Fisher & Erica Messer | 1 de março de 2006     | 11,72                      |
| 16   | 16        | "A tribo"                        | Matt Earl Beesley    | André Wilder                   | 8 de março de 2006     | 15,27                      |
| 17   | 17        | "Uma verdadeira chuva"           | Glória Muzio         | Chris Mundy                    | 22 de março de 2006    | 13.03                      |
| 18   | 18        | "Alguém está assistindo"         | Paul Shapiro         | Ed Napier                      | 29 de março de 2006    | 12,54                      |
| 19   | 19        | "Machismo"                       | Guy Norman Bee       | Aaron Zelman                   | 12 de abril de 2006    | 11,76                      |
| 20   | 20        | "Charme e Dano"                  | Félix Alcalá         | Debra J. Fisher & Erica Messer | 19 de abril de 2006    | 13,53                      |
| 21   | 21        | "Segredos e Mentiras"            | Matt Earl Beesley    | Simon Mirren                   | 3 de maio de 2006      | 12,17                      |
| 22   | 22        | "O Rei Pescador, Parte 1"        | Edward Allen Bernero | Edward Allen Bernero           | 10 de maio de 2006     | 12,67                      |

### 2ª temporada: 2006–2007
| Seq. | Episódios | Título                                         | Direção               | Escrito por                    | Data de exibição        | Audiência EUA (em milhões) |
| ---- | --------- | ---------------------------------------------- | --------------------- | ------------------------------ | ----------------------- | -------------------------- |
| 23   | 1         | "O Rei Pescador, Parte 2"                      | Glória Muzio          | Edward Allen Bernero           | 20 de setembro de 2006  | 15,65                      |
| 24   | 2         | "P911"                                         | Adam Davidson         | Simon Mirren                   | 27 de setembro de 2006  | 16,54                      |
| 25   | 3         | "A tempestade perfeita"                        | Félix Alcalá          | Debra J. Fisher & Erica Messer | 4 de outubro de 2006    | 15.19                      |
| 26   | 4         | "Psicodrama"                                   | Guy Norman Bee        | Aaron Zelman                   | 11 de outubro de 2006   | 16,73                      |
| 27   | 5         | "Depois"                                       | Tim Matheson          | Chris Mundy                    | 18 de outubro de 2006   | 16.20                      |
| 28   | 6         | "O bicho papão"                                | Steve Boyum           | Andi Bushell                   | 25 de outubro de 2006   | 16,77                      |
| 29   | 7         | "Mamon do Norte"                               | Matt Earl Beesley     | André Wilder                   | 1 de novembro de 2006   | 16,97                      |
| 30   | 8         | "Planeta Vazio"                                | Elodie Keene          | Ed Napier                      | 8 de novembro de 2006   | 17,57                      |
| 31   | 9         | "A última palavra"                             | Glória Muzio          | Debra J. Fisher & Erica Messer | 15 de novembro de 2006  | 16,48                      |
| 32   | 10        | "Lições aprendidas"                            | Guy Norman Bee        | Jim Clemente                   | 22 de novembro de 2006  | 16,56                      |
| 33   | 11        | "Sexo, Nascimento, Morte"                      | Gwyneth Horder-Payton | Jim Clemente                   | 29 de novembro de 2006  | 17,92                      |
| 34   | 12        | "Perfil, perfilado"                            | Glenn Kershaw         | Edward Allen Bernero           | 13 de dezembro de 2006  | 16,06                      |
| 35   | 13        | "Sem Saída"                                    | John Gallagher        | Simon Mirren                   | 17 de janeiro de 2007   | 12,99                      |
| 36   | 14        | "O Grande Jogo"                                | Glória Muzio          | Edward Allen Bernero           | 4 de fevereiro de 2007  | 26,31                      |
| 37   | 15        | "Revelações"                                   | Guy Norman Bee        | Chris Mundy                    | 7 de fevereiro de 2007  | 16,27                      |
| 38   | 16        | "Medo e Aversão"                               | Rob Spera             | Aaron Zelman                   | 14 de fevereiro de 2007 | 15,16                      |
| 39   | 17        | "Sofrimento"                                   | John F. Showalter     | Oanh Ly                        | 21 de fevereiro de 2007 | 13,70                      |
| 40   | 18        | "Jones"                                        | Steve Shill           | Andi Bushell                   | 28 de fevereiro de 2007 | 14,50                      |
| 41   | 19        | "Cinzas e Pó"                                  | John Gallagher        | André Wilder                   | 21 de março de 2007     | 15,19                      |
| 42   | 20        | "Honra Entre Ladrões"                          | Jesus Treviño         | Aaron Zelman                   | 11 de abril de 2007     | 12,80                      |
| 43   | 21        | "Temporada aberta"                             | Félix Alcalá          | Debra J. Fisher & Erica Messer | 2 de maio de 2007       | 13,28                      |
| 44   | 22        | "Legado"                                       | Glenn Kershaw         | Edward Allen Bernero           | 9 de maio de 2007       | 12,92                      |
| 45   | 23        | "No Way Out, Parte II: The Evilution of Frank" | Edward Allen Bernero  | Simon Mirren                   | 16 de maio de 2007      | 13,21                      |

### 3ª temporada: 2007–2008
| Seq. | Episódios | Título                | Direção               | Escrito por                    | Data de exibição       | Audiência EUA (em milhões) |
| ---- | --------- | --------------------- | --------------------- | ------------------------------ | ---------------------- | -------------------------- |
| 46   | 1         | "Dúvida"              | Glória Muzio          | Chris Mundy                    | 26 de setembro de 2007 | 12,66                      |
| 47   | 2         | "Em Nome e Sangue"    | Félix Alcalá          | Debra J. Fisher & Erica Messer | 3 de outubro de 2007   | 14,55                      |
| 48   | 3         | "Morrendo de medo"    | Guy Norman Bee        | Debra J. Fisher & Erica Messer | 10 de outubro de 2007  | 14,55                      |
| 49   | 4         | "Filhos das Trevas"   | Guy Norman Bee        | Dan Dworkin e Jay Beattie      | 17 de outubro de 2007  | 15,03                      |
| 50   | 5         | "Sete Segundos"       | John Gallagher        | Andi Bushell                   | 24 de outubro de 2007  | 15,05                      |
| 51   | 6         | "Sobre o rosto"       | Skipp Sudduth         | Charles Murray                 | 31 de outubro de 2007  | 14,94                      |
| 52   | 7         | "Identidade"          | Gwyneth Horder-Payton | Oanh Ly                        | 7 de novembro de 2007  | 14,65                      |
| 53   | 8         | "Sortudo"             | Steve Boyum           | André Wilder                   | 14 de novembro de 2007 | 15,73                      |
| 54   | 9         | "Penélope"            | Félix Alcalá          | Chris Mundy                    | 21 de novembro de 2007 | 15,88                      |
| 55   | 10        | "Noite Verdadeira"    | Edward Allen Bernero  | Edward Allen Bernero           | 28 de novembro de 2007 | 16,23                      |
| 56   | 11        | "Direito de nascença" | John Gallagher        | Debra J. Fisher & Erica Messer | 12 de dezembro de 2007 | 14,18                      |
| 57   | 12        | "3ª Vida"             | Anthony Hemingway     | Simon Mirren                   | 9 de janeiro de 2008   | 14,30                      |
| 58   | 13        | "Ribalta"             | Glenn Kershaw         | Dan Dworkin e Jay Beattie      | 23 de janeiro de 2008  | 12,67                      |
| 59   | 14        | "Danificado"          | Edward Allen Bernero  | Edward Allen Bernero           | 2 de abril de 2008     | 12,81                      |
| 60   | 15        | "Um Poder Superior"   | Félix Alcalá          | Michael Udesky                 | 9 de abril de 2008     | 13,33                      |
| 61   | 16        | "Memória do Elefante" | Bobby Roth            | Andrew S. Wilder               | 16 de abril de 2008    | 12,98                      |
| 62   | 17        | "No calor"            | John Gallagher        | Andi Bushell                   | 30 de abril de 2008    | 13,03                      |
| 63   | 18        | "O cruzamento"        | Guy Norman Bee        | Debra J. Fisher & Erica Messer | 7 de maio de 2008      | 12,88                      |
| 64   | 19        | "Tábua rasa"          | Steve Boyum           | Dan Dworkin e Jay Beattie      | 14 de maio de 2008     | 12,88                      |
| 65   | 20        | "Lo-Fi"               | Glenn Kershaw         | Chris Mundy                    | 21 de maio de 2008     | 13,15                      |

### 4ª temporada: 2008–2009
| Seq. | Episódios | Título                     | Direção               | Escrito por                    | Data de exibição        | Audiência EUA (em milhões) |
| ---- | --------- | -------------------------- | --------------------- | ------------------------------ | ----------------------- | -------------------------- |
| 66   | 1         | "Desordem"                 | Edward Allen Bernero  | Simon Mirren                   | 24 de setembro de 2008  | 17,01                      |
| 67   | 2         | "O Criador de Anjos"       | Glenn Kershaw         | Dan Dworkin e Jay Beattie      | 1 de outubro de 2008    | 14,78                      |
| 68   | 3         | "Perda Mínima"             | Félix Alcalá          | André Wilder                   | 8 de outubro de 2008    | 16,19                      |
| 69   | 4         | "Paraíso"                  | John Gallagher        | Debra J. Fisher & Erica Messer | 22 de outubro de 2008   | 15,01                      |
| 70   | 5         | "Apanhando"                | Charles Haid          | Oanh Ly                        | 29 de outubro de 2008   | 13,97                      |
| 71   | 6         | "Os instintos"             | Rob Spera             | Chris Mundy                    | 5 de novembro de 2008   | 14,30                      |
| 72   | 7         | "Memoria"                  | Guy Norman Bee        | Dan Dworkin e Jay Beattie      | 12 de novembro de 2008  | 14,83                      |
| 73   | 8         | "Obra-prima"               | Paul Michael Glaser   | Edward Allen Bernero           | 19 de novembro de 2008  | 16,33                      |
| 74   | 9         | "52 Captação"              | Bobby Roth            | Breen Frazier                  | 26 de novembro de 2008  | 14,11                      |
| 75   | 10        | "Irmãos de armas"          | Glenn Kershaw         | Holly Harold                   | 10 de dezembro de 2008  | 14,68                      |
| 76   | 11        | "Normal"                   | Steve Boyum           | Andrew S. Wilder               | 17 de dezembro de 2008  | 15,16                      |
| 77   | 12        | "Almas gêmeas"             | John Gallagher        | Debra J. Fisher & Erica Messer | 14 de janeiro de 2009   | 13,78                      |
| 78   | 13        | "Sangue"                   | Tim Matheson          | Mark Linehan Bruner            | 21 de janeiro de 2009   | 13,82                      |
| 79   | 14        | "Conforto frio"            | Anna J. Foerster      | Dan Dworkin e Jay Beattie      | 11 de fevereiro de 2009 | 12,48                      |
| 80   | 15        | "Reprise de Zoe"           | Charles S. Carroll    | Oanh Ly                        | 18 de fevereiro de 2009 | 14,54                      |
| 81   | 16        | "O prazer é o meu negócio" | Gwyneth Horder-Payton | Breen Frazier                  | 25 de fevereiro de 2009 | 13,93                      |
| 82   | 17        | "Demonologia"              | Edward Allen Bernero  | Chris Mundy                    | 11 de março de 2009     | 14,33                      |
| 83   | 18        | "Onívoro"                  | Nelson McCormick      | Andrew S. Wilder               | 18 de março de 2009     | 13,74                      |
| 84   | 19        | "Casa em chamas"           | Félix Alcalá          | Holly Harold                   | 25 de março de 2009     | 14,36                      |
| 85   | 20        | "Conflito"                 | Jason Alexander       | Rick Dunkle                    | 8 de abril de 2009      | 13,61                      |
| 86   | 21        | "Um tom de cinza"          | Karen Gaviola         | Debra J. Fisher & Erica Messer | 22 de abril de 2009     | 13,72                      |
| 87   | 22        | "A Grande Roda"            | Rob Hardy             | Simon Mirren                   | 29 de abril de 2009     | 13,61                      |
| 88   | 23        | "Estrada da morte"         | Steve Boyum           | Dan Dworkin e Jay Beattie      | 6 de maio de 2009       | 14,13                      |
| 89   | 24        | "Amplificação"             | John Gallagher        | Oanh Ly                        | 13 de maio de 2009      | 13,37                      |
| 90   | 25        | "Para o inferno…"          | Charles Haid          | Chris Mundy                    | 20 de maio de 2009      | 13,99                      |
| 91   | 26        | "…E volta"                 | Edward Allen Bernero  | Edward Allen Bernero           | 20 de maio de 2009      | 13,99                      |

### 5ª temporada: 2009–2010
| Seq. | Episódios | Título                     | Direção              | Escrito por                                                                   | Data de exibição        | Audiência EUA (em milhões) |
| ---- | --------- | -------------------------- | -------------------- | ----------------------------------------------------------------------------- | ----------------------- | -------------------------- |
| 92   | 1         | "Sem nome, sem rosto"      | Charles S. Carroll   | Chris Mundy                                                                   | 23 de setembro de 2009  | 15,85                      |
| 93   | 2         | "Assombrada"               | Jon Cassar           | Erica Messer                                                                  | 30 de setembro de 2009  | 14,24                      |
| 94   | 3         | "Contador"                 | Karen Gaviola        | Dan Dworkin e Jay Beattie                                                     | 7 de outubro de 2009    | 14,05                      |
| 95   | 4         | "Desesperado"              | Félix Alcalá         | Chris Mundy                                                                   | 14 de outubro de 2009   | 13,92                      |
| 96   | 5         | "Berço ao túmulo"          | Rob Spera            | Breen Frazier                                                                 | 21 de outubro de 2009   | 14,27                      |
| 97   | 6         | "Os olhos têm isso"        | Glenn Kershaw        | Oanh Ly                                                                       | 4 de novembro de 2009   | 12,55                      |
| 98   | 7         | "O Intérprete"             | John Badham          | Holly Harold                                                                  | 11 de novembro de 2009  | 12,77                      |
| 99   | 8         | "Extraído"                 | John Gallagher       | Simon Mirren                                                                  | 18 de novembro de 2009  | 13,70                      |
| 100  | 9         | "100"                      | Edward Allen Bernero | Bo Crese                                                                      | 25 de novembro de 2009  | 13,61                      |
| 101  | 10        | "O escravo do dever"       | Charles Haid         | Rick Dunkle                                                                   | 9 de dezembro de 2009   | 14,43                      |
| 102  | 11        | "Retaliação"               | Félix Alcalá         | Erica Messer                                                                  | 16 de dezembro de 2009  | 14,68                      |
| 103  | 12        | "O Vale Estranho"          | Anna J. Foerster     | Breen Frazier                                                                 | 13 de janeiro de 2010   | 13,90                      |
| 104  | 13        | "Negócio arriscado"        | Rob Spera            | Jim Clemente                                                                  | 20 de janeiro de 2010   | 14,91                      |
| 105  | 14        | "Parasita"                 | Charles S. Carroll   | Oanh Ly                                                                       | 3 de fevereiro de 2010  | 14,75                      |
| 106  | 15        | "Inimigo público"          | Nelson McCormick     | Jess Prenter Prosser                                                          | 10 de fevereiro de 2010 | 14,33                      |
| 107  | 16        | "Rua Mosley"               | Matthew Gray Gubler  | Simon Mirren e Erica Messer                                                   | 3 de março de 2010      | 13,00                      |
| 108  | 17        | "Homem solitário"          | Rob Hardy            | Kimberly Ann Harrison e Ryan Gibson                                           | 10 de março de 2010     | 13,29                      |
| 109  | 18        | "A luta"                   | Richard Shepard      | Teleplay por : Chris Mundy; História por : Chris Mundy & Edward Allen Bernero | 7 de abril de 2010      | 12,70                      |
| 110  | 19        | "Um rito de passagem"      | John Gallagher       | Victor de Jesus                                                               | 14 de abril de 2010     | 12,44                      |
| 111  | 20        | "…Mil palavras"            | Alecrim Rodrigues    | Edward Allen Bernero                                                          | 5 de maio de 2010       | 12,39                      |
| 112  | 21        | "Saída de Feridas"         | Charles S. Carroll   | Rick Dunkle                                                                   | 12 de maio de 2010      | 13,07                      |
| 113  | 22        | "A Internet é para sempre" | Glenn Kershaw        | Breen Frazier                                                                 | 19 de maio de 2010      | 13,25                      |
| 114  | 23        | "Nossa hora mais escura"   | Edward Allen Bernero | Erica Messer                                                                  | 26 de maio de 2010      | 12,97                      |

### 6ª temporada: 2010–2011
| Seq. | Episódios | Título                     | Direção              | Escrito por                         | Data de exibição        | Audiência EUA (em milhões) |
| ---- | --------- | -------------------------- | -------------------- | ----------------------------------- | ----------------------- | -------------------------- |
| 115  | 1         | "A Noite Mais Longa"       | Edward Allen Bernero | Edward Allen Bernero                | 22 de setembro de 2010  | 14,13                      |
| 116  | 2         | "JJ"                       | Charles S. Carroll   | Erica Messer                        | 29 de setembro de 2010  | 14,57                      |
| 117  | 3         | "Lembrança do Passado"     | Glenn Kershaw        | Janine Sherman Barrois              | 6 de outubro de 2010    | 13,87                      |
| 118  | 4         | "Posições comprometedoras" | Guy Norman Bee       | Breen Frazier                       | 13 de outubro de 2010   | 14,00                      |
| 119  | 5         | "Porto Seguro"             | Andy Wolk            | Alicia Kirk                         | 20 de outubro de 2010   | 14,46                      |
| 120  | 6         | "Noite do demônio"         | Charlie Haid         | Randy Huggins                       | 27 de outubro de 2010   | 13,94                      |
| 121  | 7         | "Homem Médio"              | Rob Spera            | Rick Dunkle                         | 3 de novembro de 2010   | 14,58                      |
| 122  | 8         | "Reflexo do Desejo"        | Anna J. Foerster     | Simon Mirren                        | 10 de novembro de 2010  | 12,56                      |
| 123  | 9         | "Dentro da floresta"       | Glenn Kershaw        | Kimberly Ann Harrison               | 17 de novembro de 2010  | 14,39                      |
| 124  | 10        | "O que acontece em casa"   | Jan Eliasberg        | Edward Allen Bernero                | 8 de dezembro de 2010   | 14,23                      |
| 125  | 11        | "25 para a vida"           | Charles S. Carroll   | Erica Messer                        | 15 de dezembro de 2010  | 13,77                      |
| 126  | 12        | "Coração"                  | John Gallagher       | Katarina Wittich                    | 19 de janeiro de 2011   | 12,02                      |
| 127  | 13        | "O décimo terceiro passo"  | Doug Aarniokoski     | Janine Sherman Barrois              | 26 de janeiro de 2011   | 12,77                      |
| 128  | 14        | "Memória dos Sentidos"     | Rob Spera            | Randy Huggins                       | 9 de fevereiro de 2011  | 13,67                      |
| 129  | 15        | "Hoje eu faço"             | Ali Selim            | Alicia Kirk                         | 16 de fevereiro de 2011 | 12,85                      |
| 130  | 16        | "Code"                     | Rob Hardy            | Rick Dunkle                         | 23 de fevereiro de 2011 | 13,15                      |
| 131  | 17        | "Valhala"                  | Charles S. Carroll   | Simon Mirren e Erica Messer         | 2 de março de 2011      | 14,37                      |
| 132  | 18        | "Laurena"                  | Matthew Gray Gubler  | Breen Frazier                       | 16 de março de 2011     | 13,73                      |
| 133  | 19        | "Com amigos como estes..." | Anna J. Foerster     | Janine Sherman Barrois              | 30 de março de 2011     | 13,05                      |
| 134  | 20        | "Hanley Waters"            | Jesse Warn           | Alicia Kirk e Randy Huggins         | 6 de abril de 2011      | 14,08                      |
| 135  | 21        | "O estranho"               | Nelson McCormick     | Kimberly Ann Harrison e Rick Dunkle | 13 de abril de 2011     | 13,59                      |
| 136  | 22        | "Fora da Luz"              | Doug Aarniokoski     | Roger Hedden                        | 4 de maio de 2011       | 12,90                      |
| 137  | 23        | "Mar Grande"               | Glenn Kershaw        | Jim Clemente e Breen Frazier        | 11 de maio de 2011      | 13,29                      |
| 138  | 24        | "Oferta e Demanda"         | Charles S. Carroll   | Erica Messer                        | 18 de maio de 2011      | 12,84                      |

### 7ª temporada: 2011–2012
| Seq. | Episódios | Título                     | Direção             | Escrito por            | Data de exibição        | Audiência EUA (em milhões) |
| ---- | --------- | -------------------------- | ------------------- | ---------------------- | ----------------------- | -------------------------- |
| 139  | 1         | "É preciso uma aldeia"     | Glenn Kershaw       | Erica Messer           | 21 de setembro de 2011  | 14,14                      |
| 140  | 2         | "Prova"                    | Karen Gaviola       | Janine Sherman Barrois | 28 de setembro de 2011  | 12,58                      |
| 141  | 3         | "Cachoeira Dorada"         | Félix Alcalá        | Sharon Lee Watson      | 5 de outubro de 2011    | 13,43                      |
| 142  | 4         | "Sem dor"                  | Larry Teng          | Breen Frazier          | 12 de outubro de 2011   | 12,87                      |
| 143  | 5         | "Desde a Hora da Infância" | Anna J. Foerster    | Bruce Zimmerman        | 19 de outubro de 2011   | 13,15                      |
| 144  | 6         | "Epílogo"                  | Guy Ferland         | Rick Dunkle            | 2 de novembro de 2011   | 12,94                      |
| 145  | 7         | "Não há lugar como o lar"  | Rob Spera           | Virgil Williams        | 9 de novembro de 2011   | 11,36                      |
| 146  | 8         | "Esperança"                | Michael Watkins     | Kimberly Ann Harrison  | 16 de novembro de 2011  | 12,72                      |
| 147  | 9         | "Profecia auto-realizável" | Charlie Haid        | Erica Messer           | 7 de dezembro de 2011   | 12,41                      |
| 148  | 10        | "A ciência agridoce"       | Rob Hardy           | Janine Sherman Barrois | 14 de dezembro de 2011  | 12,88                      |
| 149  | 11        | "Verdadeiro Gênio"         | Glenn Kershaw       | Sharon Lee Watson      | 18 de janeiro de 2012   | 13,00                      |
| 150  | 12        | "Assunto Desconhecido"     | Michael Lange       | Breen Frazier          | 25 de janeiro de 2012   | 13,82                      |
| 151  | 13        | "Snake-eyes"               | Doug Aarniokoski    | Bruce Zimmerman        | 8 de fevereiro de 2012  | 13,31                      |
| 152  | 14        | "Horário de encerramento"  | Jesse Warn          | Rick Dunkle            | 15 de fevereiro de 2012 | 12,19                      |
| 153  | 15        | "Uma linha fina"           | Michael Watkins     | Virgil Williams        | 22 de fevereiro de 2012 | 12,78                      |
| 154  | 16        | "Um caso de família"       | Rob Spera           | Kimberly Ann Harrison  | 29 de fevereiro de 2012 | 12,54                      |
| 155  | 17        | "Eu te amo, Tommy Brown"   | John Terlesky       | Janine Sherman Barrois | 14 de março de 2012     | 11,43                      |
| 156  | 18        | "Fundação"                 | Dermot Downs        | Jim Clemente           | 21 de março de 2012     | 12,09                      |
| 157  | 19        | "Mansão Heathridge"        | Matthew Gray Gubler | Sharon Lee Watson      | 4 de abril de 2012      | 11,34                      |
| 158  | 20        | "A empresa"                | Nelson McCormick    | Breen Frazier          | 11 de abril de 2012     | 11,81                      |
| 159  | 21        | "Vara de Adivinhação"      | Doug Aarniokoski    | Bruce Zimmerman        | 2 de maio de 2012       | 11,47                      |
| 160  | 22        | "Perfil 101"               | Félix Alcalá        | Virgil Williams        | 9 de maio de 2012       | 11,62                      |
| 161  | 23        | "Bater"                    | Michael Lange       | Rick Dunkle            | 16 de maio de 2012      | 13,68                      |
| 162  | 24        | "Corre"                    | Glenn Kershaw       | Erica Messer           | 16 de maio de 2012      | 13,68                      |

### 8ª temporada: 2012–2013
| Seq. | Episódios | Título                | Direção             | Escrito por                                                      | Data de exibição        | Audiência EUA (em milhões) |
| ---- | --------- | --------------------- | ------------------- | ---------------------------------------------------------------- | ----------------------- | -------------------------- |
| 163  | 1         | "O Silenciador"       | Glenn Kershaw       | Erica Messer                                                     | 26 de setembro de 2012  | 11,73                      |
| 164  | 2         | "O pacto"             | Karen Gaviola       | Janine Sherman Barrois                                           | 10 de outubro de 2012   | 11,49                      |
| 165  | 3         | "Através do espelho"  | Dermot Downs        | Sharon Lee Watson                                                | 17 de outubro de 2012   | 11,81                      |
| 166  | 4         | "Complexo de Deus"    | Larry Teng          | Breen Frazier                                                    | 24 de outubro de 2012   | 11,61                      |
| 167  | 5         | "A Boa Terra"         | John Terlesky       | Bruce Zimmerman                                                  | 31 de outubro de 2012   | 11,99                      |
| 168  | 6         | "A Aprendizagem"      | Rob Bailey          | Virgil Williams                                                  | 7 de novembro de 2012   | 12,09                      |
| 169  | 7         | "Os Caídos"           | Doug Aarniokoski    | Teleplay por: Rick Dunkle História por: Rick Dunkle & Danny Ramm | 14 de novembro de 2012  | 12,20                      |
| 170  | 8         | "As rodas no ônibus…" | Rob Hardy           | Kimberly Ann Harrison                                            | 21 de novembro de 2012  | 11,53                      |
| 171  | 9         | "Luz Magnífica"       | John T. Kretchmer   | Sharon Lee Watson                                                | 28 de novembro de 2012  | 12,37                      |
| 172  | 10        | "The Lesson"          | Matthew Gray Gubler | Jeff Davis                                                       | 5 de dezembro de 2012   | 11,33                      |
| 173  | 11        | "Perenes"             | Michael Lange       | Bruce Zimmerman                                                  | 12 de dezembro de 2012  | 12,01                      |
| 174  | 12        | "Zugzwang"            | Jesse Warn          | Breen Frazier                                                    | 16 de janeiro de 2013   | 12,64                      |
| 175  | 13        | "Magnum Opus"         | Glenn Kershaw       | Jason J. Bernero                                                 | 23 de janeiro de 2013   | 11,84                      |
| 176  | 14        | "Tudo o que resta"    | Thomas Gibson       | Erica Messer                                                     | 6 de fevereiro de 2013  | 11,98                      |
| 177  | 15        | "Quebrado"            | Larry Teng          | Rick Dunkle                                                      | 20 de fevereiro de 2013 | 10,69                      |
| 178  | 16        | "Cópia Carbono"       | Rob Hardy           | Virgil Williams                                                  | 27 de fevereiro de 2013 | 10,33                      |
| 179  | 17        | "A coleta"            | Michael Lange       | Kimberly Ann Harrison                                            | 20 de março de 2013     | 11,58                      |
| 180  | 18        | "Restauração"         | Félix Alcalá        | Jim Clemente e Janine Sherman Barrois                            | 3 de abril de 2013      | 10,79                      |
| 181  | 19        | "Pagar adiantado"     | John Terlesky       | Bruce Zimmerman                                                  | 10 de abril de 2013     | 11,47                      |
| 182  | 20        | "Alquimia"            | Matthew Gray Gubler | Sharon Lee Watson                                                | 1 de maio de 2013       | 10,13                      |
| 183  | 21        | "Querida Babá"        | Doug Aarniokoski    | Virgil Williams                                                  | 8 de maio de 2013       | 10,08                      |
| 184  | 22        | "#6"                  | Karen Gaviola       | Breen Frazier                                                    | 15 de maio de 2013      | 10,56                      |
| 185  | 23        | "Irmãos Hotchner"     | Rob Bailey          | Rick Dunkle                                                      | 22 de maio de 2013      | 11,01                      |
| 186  | 24        | "O Replicador"        | Glenn Kershaw       | Erica Messer                                                     | 22 de maio de 2013      | 11,01                      |

### 9ª temporada: 2013–2014
Criminal Minds foi oficialmente renovada para uma nona temporada em 9 de maio de 2013.e estreou na CBS e CTV , em 25 de setembro de 2013.A temporada consiste em 24 episódios com o 200º episódio sendo o episódio 14 da temporada, e o final em 14 de maio. Esta nova temporada é dito para revelar mais sobre o passado da agente Jennifer "JJ" Jareau. "Vamos usar o presente fortuito da 6ª temporada para explicar com flashbacks o que aconteceu quando ela estava trabalhando para o Pentágono e por que ela voltou como uma personagem muito mais forte. Eu nunca tive a chance de flexionar meus músculos de atuação como isso no programa!" disse A.J. Cook.A temporada também contou com o retorno de Paget Brewster e Jayne Atkinson para o 200º episódio, que foi ao ar em 5 de fevereiro de 2014. Em 14 de maio de 2014, foi revelado no final da temporada que Alex Blake (Jeanne Tripplehorn) estaria deixando o show.

## Elenco

### Principal
- Joe Mantegna como Agente Especial de Supervisão David Rossi (Agente Sênior da BAU);
- Shemar Moore como Agente Especial de Supervisão Derek Morgan (Agente BAU);
- Matthew Gray Gubler como Agente Especial de Supervisão Dr. Spencer Reid (Agente BAU);
- A. J. Cook como Agente Especial de Supervisão Jennifer "JJ" Jareau (Agente BAU);
- Kirsten Vangsness como Analista Técnica Penelope Garcia (Analista Técnica BAU e Ligação de Co-Comunicação);
- Jeanne Tripplehorn como Agente Especial de Supervisão Dr. Alex Blake (Agente BAU);
- Thomas Gibson como Agente Especial de Supervisão Aaron "Hotch" Hotchner (Chefe da Unidade BAU e Ligação de Co-Comunicação).

### Estrela Convidada Especial
- Paget Brewster como Agente Emily Prentiss (Chefe da Interpol-London Office).

### Recorrente
- Esai Morales como Agente Especial Supervisor Mateo "Matt" Cruz (Chefe da Seção BAU);
- Rochelle Aytes como Savannah Hayes;
- Cade Owens como Jack Hotchner;
- Mekhai Andersen como Henry LaMontagne;
- Nicholas Brendon como Kevin Lynch;
- Meredith Monroe como Haley Hotchner;
- Josh Stewart como William "Will" LaMontagne Jr.

### Estrelas convidadas
- Jayne Atkinson como Erin Strauss;
- C. Thomas Howell como George Foyet / O Ceifador;
- Eva LaRue como Tanya Mays.

### 10ª temporada: 2014–2015
A décima temporada de Criminal Minds estreou na CBS em 1 de outubro de 2014. A série foi oficialmente renovada para uma décima temporada em 13 de março de 2014.É composta por 23 episódios. Esta temporada apresenta Jennifer Love Hewitt interpretando uma agente disfarçada que se junta ao BAU.O episódio 19 foi um episódio piloto para a série spin-off Criminal Minds: Beyond Borders.

## Elenco
Todo o elenco principal retornou para a temporada, exceto Jeanne Tripplehorn ( Alex Blake ), que deixou o show no final da nona temporada. Em 1º de julho de 2014, foi anunciado que Jennifer Love Hewitt se juntaria ao programa como regular da série, interpretando Kate Callahan, uma ex-agente disfarçada do FBI cujo trabalho excepcional lhe rende um emprego na Unidade de Análise Comportamental.

### Principal
- Joe Mantegna como Agente Especial de Supervisão David Rossi (Agente Sênior da BAU);
- Shemar Moore como Agente Especial de Supervisão Derek Morgan (Agente BAU);
- Matthew Gray Gubler como Agente Especial de Supervisão Dr. Spencer Reid (Agente BAU);
- A. J. Cook como Agente Especial de Supervisão Jennifer "JJ" Jareau (Agente BAU);
- Kirsten Vangsness como Analista Técnica Penelope Garcia (Analista Técnica BAU e Ligação de Co-Comunicação);
- Jennifer Love Hewitt como Agente Especial Supervisora Kate Callahan (Agente BAU);
- Thomas Gibson como Agente Especial de Supervisão Aaron "Hotch" Hotchner (Chefe da Unidade BAU e Ligação de Co-Comunicação).

### Estrelas Convidadas Especiais
- Gary Sinise como Agente Especial de Supervisão do FBI Jack Garrett (Chefe da Unidade IRT);
- Anna Gunn como agente especial do FBI Lily Lambert;
- Daniel Henney como Agente Especial de Supervisão Matthew "Matt" Simmons (Agente BAU);
- Tyler James Williams como Russ "Monty" Montgomery;
- Edward Asner como Roy Brooks;
- Jimmy O. Yang como Nathan Chow.

### Recorrente
- Hailey Sole como Meg Callahan;
- Taylor Mosby como Markayla Davis;
- Rochelle Aytes como Savannah Hayes;
- Greg Grunberg como Chris Callahan;
- Cade Owens como Jack Hotchner;
- Amber Stevens como Joy Struthers;
- Mekhai Andersen como Henry LaMontagne;
- Nicholas Brendon como Kevin Lynch;
- Bodhi Elfman como Peter Lewis / Sr. Scratch;
- Esai Morales como Agente Especial Supervisor Mateo "Matt" Cruz (Chefe da Seção BAU).

### 11ª temporada: 2015–2016
A décima primeira temporada de Criminal Minds foi encomendada em 11 de maio de 2015 pela CBS. Ele estreou em 30 de setembro de 2015 na CBS e terminou em 4 de maio de 2016. A temporada consistiu em 22 episódios.

## Elenco
Todo o elenco principal retornou para a temporada, exceto Jennifer Love Hewitt (Kate Callahan), que deixou o show no final da décima temporada. Em 22 de junho de 2015, foi anunciado que Aisha Tyler (coincidentemente co-estrela de Hewitt durante a 1ª temporada de Ghost Whisperer) substituiria Hewitt em um papel recorrente como Dra. Tara Lewis , uma psicóloga com foco em psicologia forense e sua aplicação em o sistema de justiça criminal.

### Principal
- Joe Mantegna como Agente Especial de Supervisão David Rossi (Agente Sênior da BAU);
- Shemar Moore como Agente Especial de Supervisão Derek Morgan (Agente BAU);
- Matthew Gray Gubler como Agente Especial de Supervisão Dr. Spencer Reid (Agente BAU);
- A. J. Cook como Agente Especial de Supervisão Jennifer "JJ" Jareau (Agente BAU);
- Kirsten Vangsness como Analista Técnica Penelope Garcia (Analista Técnica BAU e Ligação de Co-Comunicação);
- Thomas Gibson como Agente Especial de Supervisão Aaron "Hotch" Hotchner (Chefe da Unidade BAU e Ligação de Co-Comunicação).

### Estrela Convidada Especial
- Paget Brewster como Agente Emily Prentiss (Chefe da Interpol-London Office) (Episódio 19).

### Recorrente
- Aisha Tyler como Agente Especial Supervisora Dra. Tara Lewis (Agente BAU);
- Rochelle Aytes como Savannah Hayes;
- Amber Stevens como Joy Struthers;
- Cade Owens como Jack Hotchner;
- Josh Stewart como William "Will" LaMontagne Jr.;
- Mekhai Andersen como Henry LaMontagne;
- Phoenix Andersen como Michael LaMontagne;
- Marisol Nichols como Agente Natalie Colfax;
- Frances Fisher como Antonia Slade;
- Sheryl Lee Ralph como Hayden Montgomery;
- Bodhi Elfman como Peter Lewis / Sr. Scratch;
- Aubrey Plaza como Cat Adams.

## Estrelas Convidadas
A. J. Cook anunciou sua gravidez, fato que também foi transferido para sua personagem Jennifer "JJ" Jareau. A showrunner Erica Messer afirmou em uma entrevista que o personagem de Cook, JJ, não apareceria nos primeiros cinco episódios da temporada, pois Cook estava de licença maternidade. Messer continuou falando sobre uma estrela convidada para substituir Cook durante sua ausência do programa, dizendo: "Minha esperança é que possamos ter uma estrela convidada divertida quando AJ estiver de licença maternidade. Será diferente porque JJ não estará lá. não há como substituí-la, como sabemos, mas há uma oportunidade de se divertir por alguns episódios."
Aisha Tyler se juntou ao elenco após a saída de Hewitt, e desempenhou um papel recorrente como a Dra. Tara Lewis, uma psicóloga forense que sempre quis estudar psicopatas de perto, para entender o ser humano por trás dos atos malignos. Seu trabalho anterior era entrevistar assassinos em série e determinar se eles estavam aptos a serem julgados.Foi anunciado que Tim Kang seria uma estrela convidada no programa no segundo episódio da temporada, "The Witness". Enquanto Marisol Nichols está programada para fazer uma aparição. Foi anunciado em 5 de agosto de 2015, que um ex-aluno de Glee, Ashley Fink, seria estrela convidada no terceiro episódio da temporada, "'Til Death Do Us Part". Amber Stevens retornou como a filha de Rossi, Joy Struthers, no episódio sete, "Target Rich". Aubrey Plaza também teve um papel de convidado no episódio onze, "Entropy".  
Em 14 de janeiro de 2016, a CBS anunciou que o ator Danny Glover seria o ator convidado como o falecido pai de Derek Morgan no episódio "Derek".
Em 10 de fevereiro de 2016, a CBS anunciou que o ator Paget Brewster seria o ator convidado em um episódio na última parte da temporada, reprisando seu papel como Emily Prentiss.
Em entrevista ao TVGuide , Erica Messer expressou seu interesse em trazer de volta personagens de temporadas anteriores em vez de adicionar um novo personagem para substituir Hewitt permanentemente no programa. Ela explicou: "Eu sinto que quando você olha para 10 anos de pessoas que poderíamos trazer de volta, seria divertido fazer isso." Messer acrescentou que trazer de volta personagens antigos permitiria que o programa se concentrasse na equipe sem ter que atender um novo personagem regular.

## Produção
Jennifer Love Hewitt deixou o show por causa de sua gravidez, e sua personagem Kate Callahan, entregou sua demissão no final da décima temporada, devido à sua gravidez e decisão de dedicar o próximo ano ao seu bebê. Foi anunciado que Aisha Tyler substituiria Hewitt em um papel recorrente como a Dra. Tara Lewis. A. J. Cook revelou-se grávida, e mais tarde foi revelado no final da décima temporada que sua personagem Jennifer "JJ" Jareau também estava grávida. Ela não apareceu nos primeiros seis episódios (exceto na estréia da temporada). A apresentadora Erica Messer expressou seu desejo de trazer de volta personagens antigos de temporadas anteriores, incluindo a mãe de Spencer Reid interpretada por Jane Lynch. Cook apareceu no primeiro episódio "The Job" segurando seu bebê adormecido Michael, interpretado por Phoenix Andersen, seu filho na vida real.

### 12ª temporada: 2016–2017
Criminal Minds (12.ª temporada)

### 13ª temporada: 2017–2018
Criminal Minds (13.ª temporada)

### 14ª temporada: 2018–2019
Criminal Minds (14.ª temporada)

### 15ª temporada: 2019–2020
Criminal Minds (15.ª temporada)

### 16ª temporada: 2022–2023
| Seq. | Episódios | Título                 | Direção          | Escrito por           | Data de exibição       | Audiência EUA (em milhões) |
| ---- | --------- | ---------------------- | ---------------- | --------------------- | ---------------------- | -------------------------- |
| 325  | 1         | "Apenas começando"     | Nelson McCormick | Érica Messer          | 24 de novembro de 2022 | ASD                        |
| 326  | 2         | "Sicário"              | Nelson McCormick | Breen Frazier Barrois | 24 de novembro de 2022 | ASD                        |
| 327  | 3         | "Alce"                 | Joe Mantegna     | Mateus Lau            | 1 de dezembro de 2022  | ASD                        |
| 328  | 4         | "Pague por exibição"   | Adam Rodriguez   | Christopher Barbour   | 8 de dezembro de 2022  | ASD                        |
| 329  | 5         | "Naufrágios de Édipo"  | Sharat Raju      | Jayne A. Archer       | 15 de dezembro de 2022 | ASD                        |
| 330  | 6         | "Verdadeira convicção" | ASA              | Chikodili Agwuna      | 12 de janeiro de 2023  | ASD                        |
| 331  | 7         | "Pedaços de mim"       | Aisha Tyler      | Sullivan Fitzgerald   | 19 de janeiro de 2023  | ASD                        |
| 332  | 8         | "Pas De Deux"          | ASA              | ASA                   | 23 de janeiro de 2023  | ASD                        |
| 333  | 9         | ASA                    | ASA              | ASA                   | 2 de fevereiro de 2023 | ASD                        |
| 334  | 10        | ASA                    | ASA              | ASA                   | 9 de fevereiro de 2023 | ASD                        |